# 14.ª etapa del Tour de Francia 2021
La 14.ª etapa del Tour de Francia 2021 tuvo lugar el 10 de julio de 2021 entre Carcasona y Quillan sobre un recorrido de 183,7 km y fue ganada por el neerlandés Bauke Mollema del equipo Trek-Segafredo. El esloveno Tadej Pogačar logró mantener el liderato una jornada más.

## Clasificación de la etapa
| Carcasona - Quillan | etapa escarpada | (183,7 km) |

| \| Clasificación de la etapa \| Clasificación de la etapa \| Clasificación de la etapa \| Clasificación de la etapa \| Clasificación de la etapa \| \| Ciclista \| Ciclista \| Equipo \| Tiempo \| \| \| ------------------------- \| ------------------------- \| ---------------------------------- \| ------------------------- \| ------------------------- \| \| 1.º \| Bauke Mollema \| Trek-Segafredo \| 4 h 16 min 16 s \| \| \| 2.º \| Patrick Konrad \| Bora-Hansgrohe \| + 1 min 04 s \| \| \| 3.º \| Sergio Higuita \| EF Education-Nippo \| + 1 min 04 s \| \| \| 4.º \| Mattia Cattaneo \| Deceuninck-Quick Step \| + 1 min 06 s \| \| \| 5.º \| Michael Woods \| Israel Start-Up Nation \| + 1 min 10 s \| \| \| 6.º \| Omar Fraile \| Astana-Premier Tech \| + 1 min 25 s \| \| \| 7.º \| Élie Gesbert \| Arkéa-Samsic \| + 1 min 25 s \| \| \| 8.º \| Quentin Pacher \| B&B Hotels p/b KTM \| + 1 min 25 s \| \| \| 9.º \| Louis Meintjes \| Intermarché-Wanty-Gobert Matériaux \| + 1 min 26 s \| \| \| 10.º \| Esteban Chaves \| BikeExchange \| + 1 min 28 s \| \| |                 |                                    |                 |
| |                 |                                    |                 |
| Fuente: ProCyclingStats |                 |                                    |                 |
| Clasificación de la etapa |                 |                                    |                 |
| Ciclista | Ciclista        | Equipo                             | Tiempo          |
| 1.º | Bauke Mollema   | Trek-Segafredo                     | 4 h 16 min 16 s |
| 2.º | Patrick Konrad  | Bora-Hansgrohe                     | + 1 min 04 s    |
| 3.º | Sergio Higuita  | EF Education-Nippo                 | + 1 min 04 s    |
| 4.º | Mattia Cattaneo | Deceuninck-Quick Step              | + 1 min 06 s    |
| 5.º | Michael Woods   | Israel Start-Up Nation             | + 1 min 10 s    |
| 6.º | Omar Fraile     | Astana-Premier Tech                | + 1 min 25 s    |
| 7.º | Élie Gesbert    | Arkéa-Samsic                       | + 1 min 25 s    |
| 8.º | Quentin Pacher  | B&B Hotels p/b KTM                 | + 1 min 25 s    |
| 9.º | Louis Meintjes  | Intermarché-Wanty-Gobert Matériaux | + 1 min 26 s    |
| 10.º | Esteban Chaves  | BikeExchange                       | + 1 min 28 s    |

## Clasificaciones al final de la etapa

### Clasificación general(Maillot Jaune)
| \| Clasificación general \| Clasificación general \| Clasificación general \| Clasificación general \| Clasificación general \| \| Ciclista \| Ciclista \| Equipo \| Tiempo \| \| \| --------------------- \| --------------------- \| --------------------- \| --------------------- \| --------------------- \| \| 1.º \| Tadej Pogačar \| UAE Team Emirates \| 56 h 50 min 21 s \| \| \| 2.º \| Guillaume Martin \| Cofidis \| + 4 min 04 s \| \| \| 3.º \| Rigoberto Urán \| EF Education-Nippo \| + 5 min 18 s \| \| \| 4.º \| Jonas Vingegaard \| Jumbo-Visma \| + 5 min 32 s \| \| \| 5.º \| Richard Carapaz \| Ineos Grenadiers \| + 5 min 33 s \| \| \| 6.º \| Ben O'Connor \| AG2R Citroën Team \| + 5 min 58 s \| \| \| 7.º \| Wilco Kelderman \| Bora-Hansgrohe \| + 6 min 16 s \| \| \| 8.º \| Alexéi Lutsenko \| Astana-Premier Tech \| + 6 min 30 s \| \| \| 9.º \| Enric Mas \| Movistar Team \| + 7 min 11 s \| \| \| 10.º \| Mattia Cattaneo \| Deceuninck-Quick Step \| + 9 min 48 s \| \| |                  |                       |                  |
| |                  |                       |                  |
| Fuente: ProCyclingStats |                  |                       |                  |
| Clasificación general |                  |                       |                  |
| Ciclista | Ciclista         | Equipo                | Tiempo           |
| 1.º | Tadej Pogačar    | UAE Team Emirates     | 56 h 50 min 21 s |
| 2.º | Guillaume Martin | Cofidis               | + 4 min 04 s     |
| 3.º | Rigoberto Urán   | EF Education-Nippo    | + 5 min 18 s     |
| 4.º | Jonas Vingegaard | Jumbo-Visma           | + 5 min 32 s     |
| 5.º | Richard Carapaz  | Ineos Grenadiers      | + 5 min 33 s     |
| 6.º | Ben O'Connor     | AG2R Citroën Team     | + 5 min 58 s     |
| 7.º | Wilco Kelderman  | Bora-Hansgrohe        | + 6 min 16 s     |
| 8.º | Alexéi Lutsenko  | Astana-Premier Tech   | + 6 min 30 s     |
| 9.º | Enric Mas        | Movistar Team         | + 7 min 11 s     |
| 10.º | Mattia Cattaneo  | Deceuninck-Quick Step | + 9 min 48 s     |

### Clasificación por puntos(Maillot Vert)
| Clasificación por puntos | Clasificación por puntos | Clasificación por puntos | Clasificación por puntos | Clasificación por puntos |
| Ciclista                 | Ciclista                 | Equipo                   | Puntos                   |                          |
| ------------------------ | ------------------------ | ------------------------ | ------------------------ | ------------------------ |
| 1.º                      | Mark Cavendish           | Deceuninck-Quick Step    | 279 pts                  |                          |
| 2.º                      | Michael Matthews         | BikeExchange             | 187 pts                  |                          |
| 3.º                      | Jasper Philipsen         | Alpecin-Fenix            | 174 pts                  |                          |
| 4.º                      | Sonny Colbrelli          | Bahrain Victorious       | 159 pts                  |                          |
| 5.º                      | Julian Alaphilippe       | Deceuninck-Quick Step    | 131 pts                  |                          |
| 6.º                      | Nacer Bouhanni           | Arkéa-Samsic             | 126 pts                  |                          |
| 7.º                      | Tadej Pogačar            | UAE Team Emirates        | 103 pts                  |                          |
| 8.º                      | Wout van Aert            | Jumbo-Visma              | 100 pts                  |                          |
| 9.º                      | Michael Mørkøv           | Deceuninck-Quick Step    | 95 pts                   |                          |
| 10.º                     | Bauke Mollema            | Trek-Segafredo           | 76 pts                   |                          |

### Clasificación de la montaña(Maillot à Pois Rouges)
| Clasificación de la montaña | Clasificación de la montaña | Clasificación de la montaña | Clasificación de la montaña | Clasificación de la montaña |
| Ciclista                    | Ciclista                    | Equipo                      | Puntos                      |                             |
| --------------------------- | --------------------------- | --------------------------- | --------------------------- | --------------------------- |
| 1.º                         | Michael Woods               | Israel Start-Up Nation      | 54 pts                      |                             |
| 2.º                         | Nairo Quintana              | Arkéa-Samsic                | 50 pts                      |                             |
| 3.º                         | Wout Poels                  | Bahrain Victorious          | 49 pts                      |                             |
| 4.º                         | Wout van Aert               | Jumbo-Visma                 | 43 pts                      |                             |
| 5.º                         | Bauke Mollema               | Trek-Segafredo              | 41 pts                      |                             |
| 6.º                         | Kenny Elissonde             | Trek-Segafredo              | 27 pts                      |                             |
| 7.º                         | Tadej Pogačar               | UAE Team Emirates           | 26 pts                      |                             |
| 8.º                         | Ben O'Connor                | AG2R Citroën Team           | 24 pts                      |                             |
| 9.º                         | Sergio Higuita              | EF Education-Nippo          | 24 pts                      |                             |
| 10.º                        | Julian Alaphilippe          | Deceuninck-Quick Step       | 20 pts                      |                             |

### Clasificación del mejor joven(Maillot Blanc)
| Clasificación del mejor joven | Clasificación del mejor joven | Clasificación del mejor joven | Clasificación del mejor joven | Clasificación del mejor joven |
| Ciclista                      | Ciclista                      | Equipo                        | Tiempo                        |                               |
| ----------------------------- | ----------------------------- | ----------------------------- | ----------------------------- | ----------------------------- |
| 1.º                           | Tadej Pogačar                 | UAE Team Emirates             | 56 h 50 min 21 s              |                               |
| 2.º                           | Jonas Vingegaard              | Jumbo-Visma                   | + 5 min 32 s                  |                               |
| 3.º                           | Aurélien Paret-Peintre        | AG2R Citroën Team             | + 24 min 44 s                 |                               |
| 4.º                           | David Gaudu                   | Groupama-FDJ                  | + 30 min 51 s                 |                               |
| 5.º                           | Sergio Higuita                | EF Education-Nippo            | + 49 min 04 s                 |                               |
| 6.º                           | Valentin Madouas              | Groupama-FDJ                  | + 1 h 21 min 36 s             |                               |
| 7.º                           | Mark Donovan                  | Team DSM                      | + 1 h 24 min 38 s             |                               |
| 8.º                           | Neilson Powless               | EF Education-Nippo            | + 1 h 34 min 53 s             |                               |
| 9.º                           | Jonas Rutsch                  | EF Education-Nippo            | + 1 h 40 min 45 s             |                               |
| 10.º                          | Brent Van Moer                | Lotto-Soudal                  | + 1 h 41 min 48 s             |                               |

### Clasificación por equipos(Classement par Équipe)
| Clasificación por equipos | Clasificación por equipos | Clasificación por equipos | Clasificación por equipos |
| Equipo                    | Equipo                    | Tiempo                    |                           |
| ------------------------- | ------------------------- | ------------------------- | ------------------------- |
| 1.º                       | Bahrain Victorious        | 171 h 22 min 59 s         |                           |
| 2.º                       | EF Education-Nippo        | + 13 min 19 s             |                           |
| 3.º                       | AG2R Citroën Team         | + 16 min 21 s             |                           |
| 4.º                       | Ineos Grenadiers          | + 20 min 48 s             |                           |
| 5.º                       | Bora-Hansgrohe            | + 27 min 03 s             |                           |
| 6.º                       | Jumbo-Visma               | + 33 min 08 s             |                           |
| 7.º                       | Astana-Premier Tech       | + 40 min 51 s             |                           |
| 8.º                       | Trek-Segafredo            | + 41 min 19 s             |                           |
| 9.º                       | Movistar Team             | + 44 min 42 s             |                           |
| 10.º                      | UAE Team Emirates         | + 57 min 32 s             |                           |

## Abandonos
Warren Barguil y Søren Kragh Andersen no tomaron la salida como consecuencia de una caída en la etapa anterior.